# Euroscaptor mizura
Espèce
Statut de conservation UICN

 LC  : Préoccupation mineure
Euroscaptor mizura est une espèce de mammifères de la famille  des Talpidés (Talpidae). C'est une taupe endémique du Japon que l'on rencontre uniquement sur l'ile de Honshu.

## Habitat et répartition

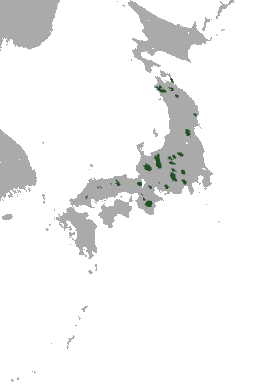
Carte de répartition au Japon.

Euroscaptor mizura est un animal terrestre asiatique.

## Classification
Cette espèce a été décrite pour la première fois en 1880 par le zoologiste germano-britannique Albert Günther (1830-1914).
Classification plus détaillée selon le Système d'information taxonomique intégré (SITI ou ITIS en anglais) :
 Règne : Animalia ; sous-règne : Bilateria ; infra-règne : Deuterostomia ; Embranchement : Chordata ; Sous-embranchement : Vertebrata ; infra-embranchement : Gnathostomata ; super-classe : Tetrapoda ; Classe : Mammalia ; Sous-classe : Theria ; infra-classe : Eutheria ; ordre : Soricomorpha ; famille des Talpidae ; sous-famille des Talpinae ; tribu des Talpini ; genre Euroscaptor.
Traditionnellement, les espèces de la famille des Talpidae sont classées dans l'ordre des Insectivores (Insectivora), un regroupement qui est progressivement abandonné au XXIe siècle.

### Liste des sous-espèces
Selon Mammal Species of the World (version 3, 2005)  (1 octobre 2015) et Catalogue of Life (1 octobre 2015) :
- sous-espèce Euroscaptor mizura mizura (Günther, 1880)
- sous-espèce Euroscaptor mizura othai (Imaizumi, 1955)